# Рюкю (футбольный клуб)
«Рюкю» (яп. FC琉球, англ. F.C. Ryūkyū) — японский футбольный клуб из города Окинава, в настоящий момент выступает в Джей-лиге 3, третьем по силе дивизионе страны.

## История
Клуб был основан в 2003 году. В 2005 году команда выступила в Региональной лиге Кюсю, где в первом же сезоне смогла занять 2-е место и принять участие в плей-офф Региональных лиг Японии, где «Рюкю» добились продвижения в Японскую Футбольную Лигу. Клуб стал первым представителем префектуры Окинава в ней. В марте 2007 года команду возглавил в качестве главного тренера Филипп Труссье, бывший тренер сборной Японии по футболу. Он проработал в клубе до 2010 года.

## Результаты в Японской футбольной лиге
- 2006: 14-е
- 2007: 17-е
- 2008: 16-е
- 2009: 16-е
- 2010: 10-е
- 2011: 9-е
- 2012: 9-е